# Championnat des Émirats arabes unis de football 2020-2021
Navigation
Saison précédente Saison suivante
La saison 2020-2021 du Championnat des Émirats arabes unis de football est la quarante-septième édition du championnat national de première division aux Émirats arabes unis. Les quatorze meilleures équipes du pays sont regroupées au sein d'une poule unique où elles s'affrontent deux fois au cours de la saison, à domicile et à l'extérieur.
Sharjah SC, champion en 2018-2019, est le tenant du titre comme la saison passée a été arrêtée à cause de la pandémie de Covid-19.

## Qualifications continentales
Le premier du championnat ainsi que le vainqueur de la Coupe des Émirats arabes unis obtiennent leur qualification pour la phase de groupes de la Ligue des champions de l'AFC 2022. Le deuxième et le troisième du championnat (ou le 4e si le vainqueur de la Coupe termine parmi les trois premiers) doivent passer par le tour préliminaire. 

## Clubs participants
- Al-Wahda Club
- Al Ain Club
- Ajman Club
- Sharjah SC
- Al-Dhafra
- Hatta Club
- Al-Jazira Club
- Al Nasr Dubaï
- Shabab Al-Ahli Dubaï
- Al Wasl Dubaï
- Baniyas SC
- Khor Fakkan Club
- Al-Ittihad Kalba SC
- Fujaïrah Sports Club

## Compétition

### Classement
Le classement est établi sur le barème de points classique (victoire à 3 points, match nul à 1, défaite à 0).
| Rang | Équipe                 | Pts | J  | G  | N  | P  | Bp | Bc | Diff |
| ---- | ---------------------- | --- | -- | -- | -- | -- | -- | -- | ---- |
| 1    | Al-Jazira Club         | 57  | 26 | 17 | 6  | 3  | 65 | 29 | +36  |
| 2    | Baniyas SC             | 54  | 26 | 16 | 6  | 4  | 50 | 22 | +28  |
| 3    | Shabab Al-Ahli Dubaï C | 50  | 26 | 13 | 11 | 2  | 52 | 30 | +22  |
| 4    | Sharjah SCT            | 48  | 26 | 14 | 6  | 6  | 48 | 29 | +19  |
| 5    | Al Nasr Dubaï          | 46  | 26 | 14 | 4  | 8  | 47 | 33 | +14  |
| 6    | Al Ain Club            | 41  | 26 | 11 | 8  | 7  | 39 | 33 | +6   |
| 7    | Al-Wahda Club          | 40  | 26 | 10 | 10 | 6  | 48 | 33 | +15  |
| 8    | Al-Ittihad Kalba SC    | 39  | 26 | 11 | 6  | 9  | 29 | 39 | -10  |
| 9    | Al Wasl Dubaï          | 37  | 26 | 10 | 7  | 9  | 49 | 47 | +2   |
| 10   | Khor Fakkan Club       | 25  | 26 | 7  | 4  | 15 | 35 | 50 | -15  |
| 11   | Al-Dhafra              | 21  | 26 | 5  | 6  | 15 | 31 | 58 | -27  |
| 12   | Ajman Club             | 18  | 26 | 4  | 6  | 16 | 24 | 57 | -33  |
| 13   | Fujaïrah Sports Club   | 15  | 26 | 4  | 3  | 19 | 31 | 57 | -26  |
| 14   | Hatta Club             | 12  | 26 | 3  | 3  | 20 | 19 | 50 | -31  |

| Légende : Qualifications et relégations | Légende : Qualifications et relégations                                                         |
| --------------------------------------- | ----------------------------------------------------------------------------------------------- |
|                                         | Qualification pour la Ligue des champions de l'AFC 2022                                         |
|                                         | Qualification pour le tour préliminaire de la Ligue des champions de l'AFC 2022                 |
|                                         | Relégation en First Division League                                                             |
|                                         | T : Tenant du titre 2018-2019 P : Promu de D2 C : Vainqueur de la Coupe des Émirats arabes unis |

## Bilan de la saison
| Championnat des Émirats arabes unis de football 2020-2021 |                           |
| Champion                                                  | Al-Jazira Club (3e titre) |
| Coupes et trophées                                        |                           |
| Vainqueur de la Coupe des Émirats arabes unis 2020-2021   | Shabab Al-Ahli Dubaï      |
| Qualifications continentales                              |                           |
| Ligue des champions de l'AFC 2022                         | Al-Jazira Club            |
| Ligue des champions de l'AFC 2022                         | Shabab Al-Ahli Dubaï      |
| Ligue des champions de l'AFC 2022                         | Baniyas SC                |
| Ligue des champions de l'AFC 2022                         | Sharjah SC                |
| Promotions et relégations                                 |                           |
| Promus en Arabian Gulf League                             | Emirates Club             |
| Promus en Arabian Gulf League                             | Al Urooba                 |
| Relégués en First Division League                         | Fujaïrah Sports Club      |
| Relégués en First Division League                         | Hatta Club                |